# Arreton
Arreton – wieś w Anglii, na wyspie Wight. Leży 5 km na południowy wschód od miasta Newport i 121 km na południowy zachód od Londynu.